# De Nieuwsgierige Hasselaar

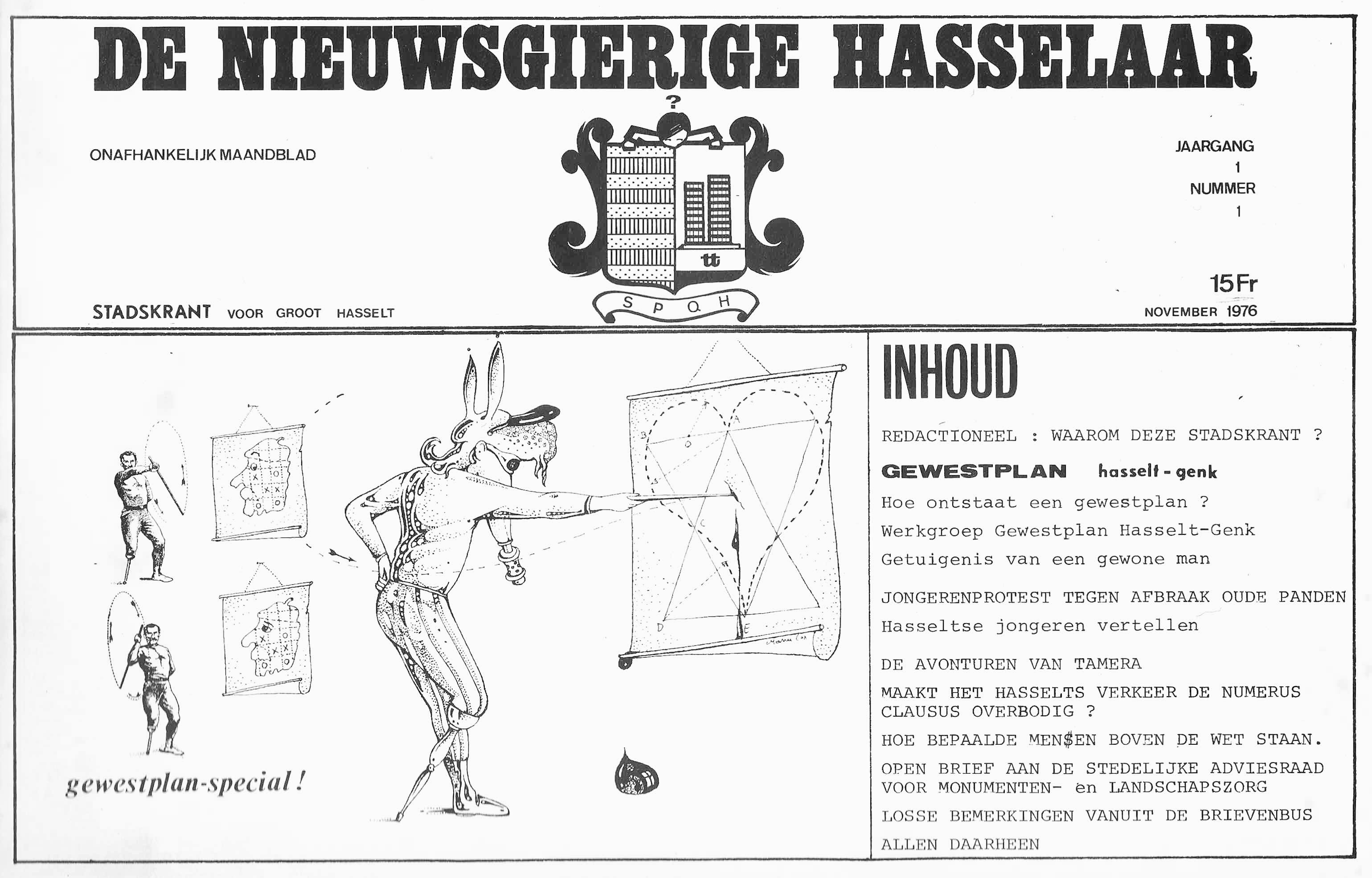
Eerste nummer met tekening van Manu Cox, november 1976.

Promo-affiche met een tekening van Hendrik van Veldeke door Luc Steegen.

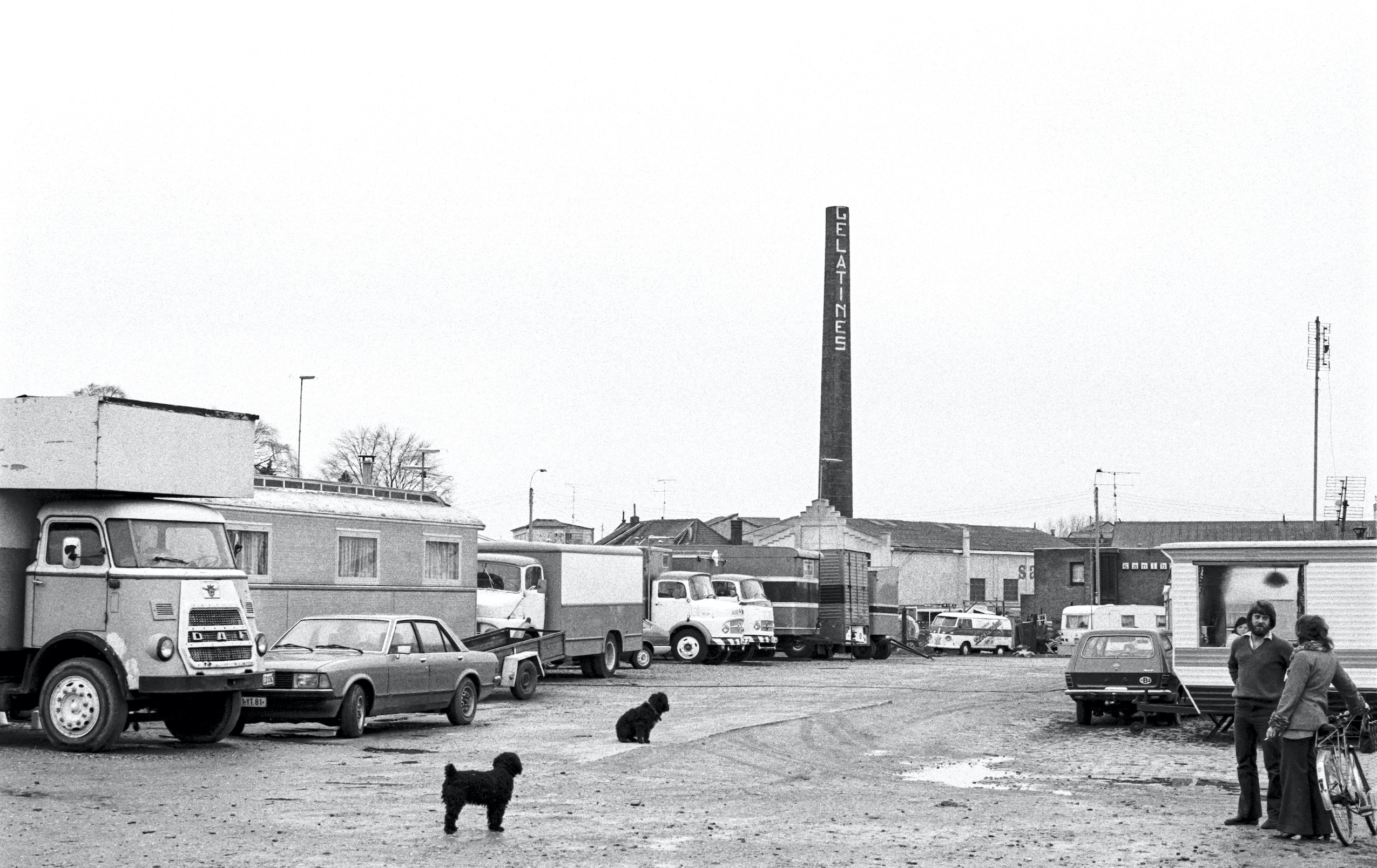
Lux Cox op reportage bij de woonwagenbewoners in de Gelatinefabriek (Hasselt) voor januarinummer 1980. Foto: Jos Gysenbergs.

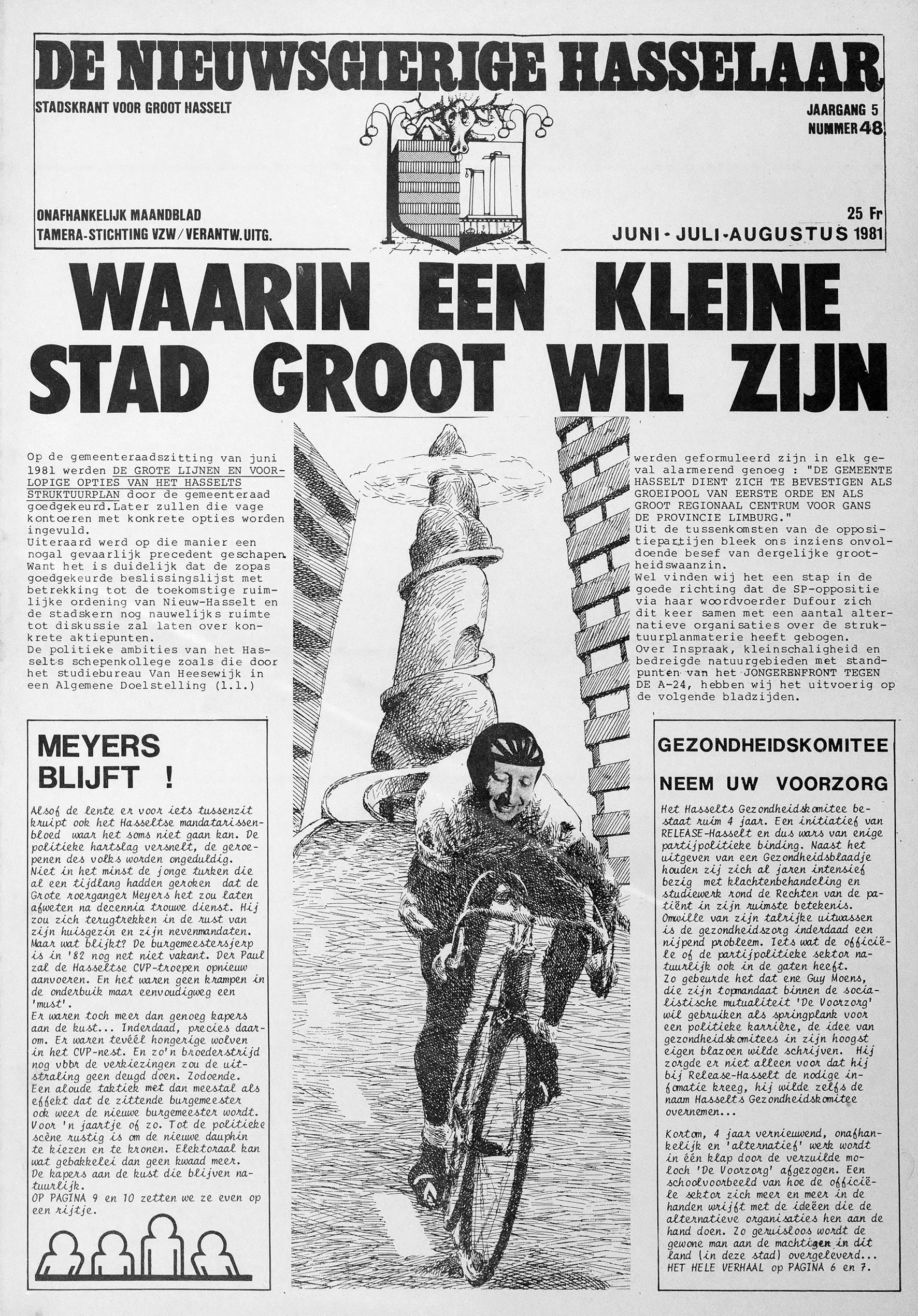
Cover van De Nieuwsgierige Hasselaar, jaargang 5, nr 48, juni-juli-aug 1981. tekening door Fred Eerdekens van burgemeester Paul Meyers.

De Nieuwsgierige Hasselaar is een maandblad van de politieke beweging De Wakkere Hasselaar, die in de jaren 80 werd opgericht in de Belgische stad Hasselt.
In de jaren 70 van de 20ste eeuw werd de binnenstad in Hasselt flink veranderd door de afbraak van de volkswijk De Beek. Reeds in 1961 had het stadsbestuur besloten om de wijk af te breken wegens het onhygiënische en vervallen karakter. In plaats daarvan plande het beleid twee nieuwe torens, een shoppingcentrum, een ondergrondse parkeergarage voor 600 auto’s en een appartementsblok. Het project zorgde voor kritiek onder de bevolking, die steeds meer historische panden zag verdwijnen. Toen in 1973 ook nog de Stokerij Theunissen - vandaag Nationaal Jenevermuseum - op de afbraaklijst stond, organiseerden een aantal architecten, bezorgde burgers, ecologisten en kunstenaars zich in de stichting Tamera (Latijn voor Demer). In 1974 werd de Tamera Stichting vzw opgericht voor het behoud van een kwalitatieve woonomgeving, met als bezielers Adriaan Linters en Roland Wissels (Stokerij Wissels). Zij kreeg het voor mekaar dat de stokerij werd beschermd in 1975, het Europees jaar van Bouwkundig erfgoed. Dit was tegelijk het begin van een nieuwe visie op industriële archeologie. 

## Maandblad

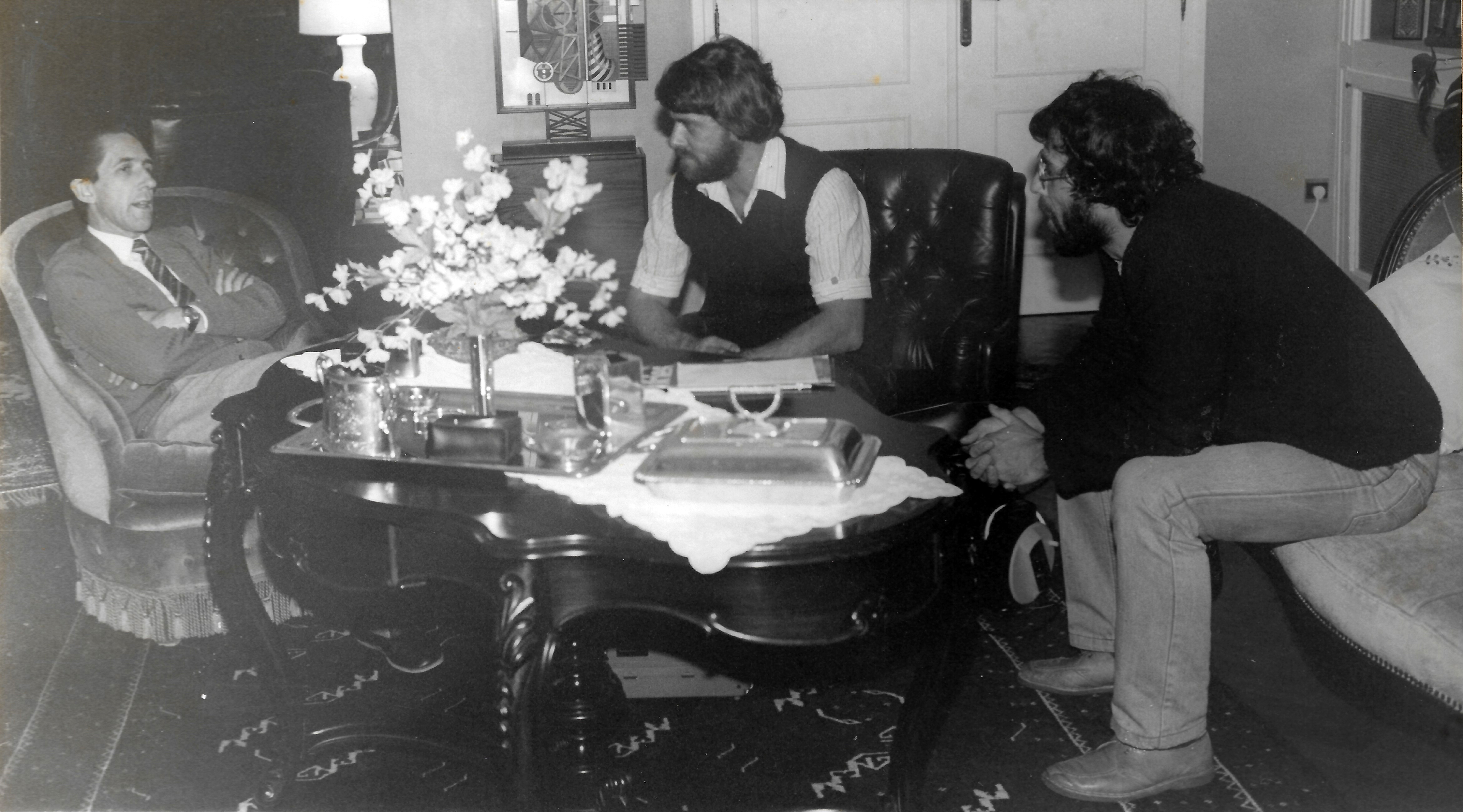
Luc Cox en Herman Laitem op interview bij Willy Claes, voor jubileumnummer 60 uit 1982.

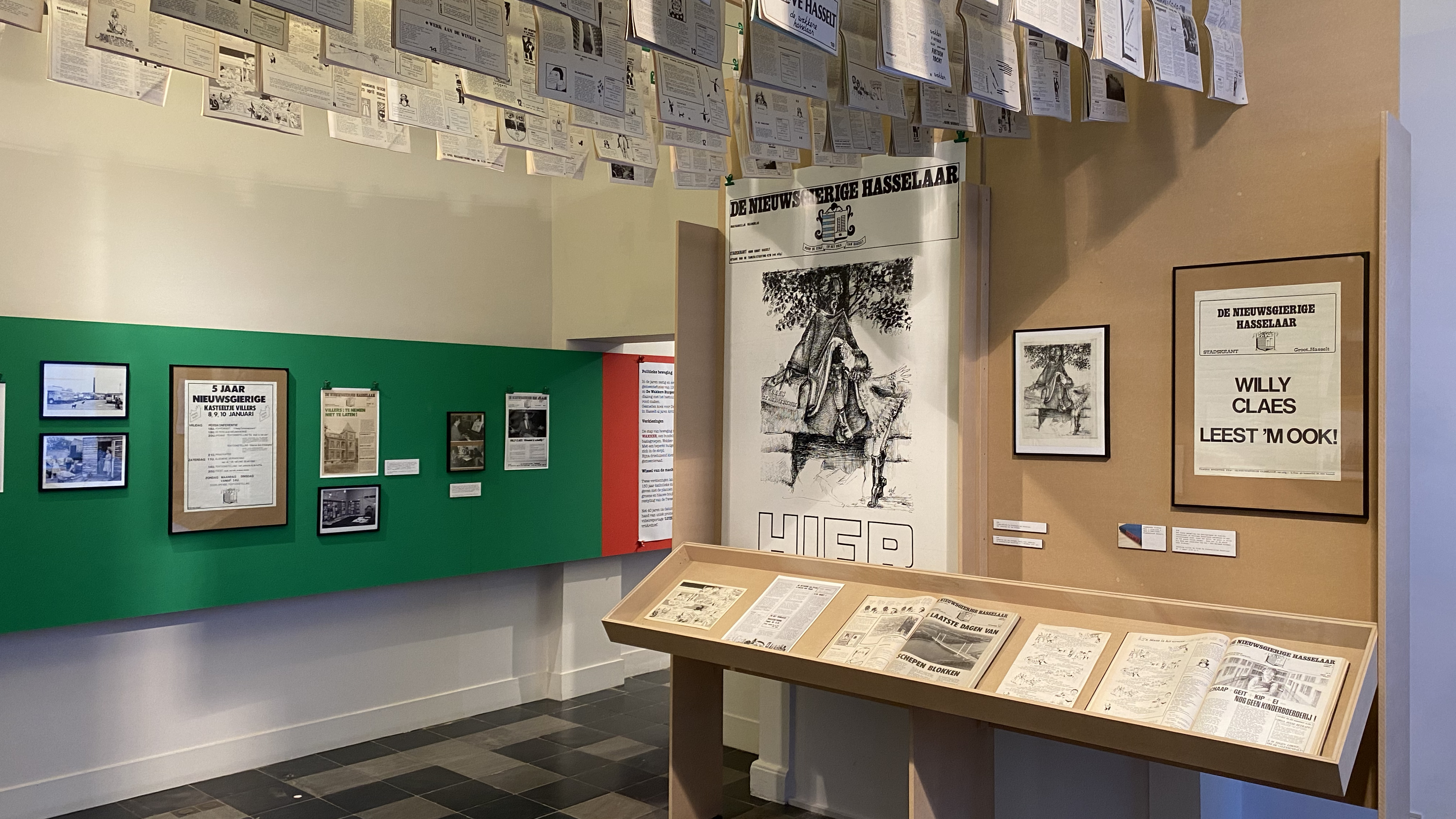
De 72 maandbladen (uit archief van Rik Ghysen) en archiefmateriaal op de tentoonstelling in Het Stadsmus in Hasselt. Foto: Huub Berger.

De protestgroep nam steeds vastere vormen aan en werd in 1976 een beweging met eigen maandblad: De Nieuwsgierige Hasselaar. Het werd een succes en versterkte de discussies in de stad. Elke maand legde de krant een pijnpunt bloot, vaak gekoppeld aan een actie. Thema’s waren onder andere veiliger verkeer, een autoluwe stad, herwaardering van het erfgoed, groene accenten, socialer woonbeleid, inspraak , tegen het Tuikabelbrug-project, leegstand en belangenvermenging. Er werden 72 kranten over 8 jaargangen uitgegeven van 1976 tot 1984. 

## Tentoonstelling
In 2022 liep er in Het Stadsmus in Hasselt een tentoonstelling over de geschiedenis van de stadskrant De Nieuwsgierige Hasselaar en de politieke beweging De Wakkere Hasselaar met o.a. tekeningen van Manu Cox, Livien De Trogh, Luc Steegen en Fred Eerdekens en archiefmateriaal van o.a. Theatre Boelvaar, de satirische poppenkast van Armand Schreurs, en uit Het Stadsarchief. De samenstelling en scenografie was in handen van Huub Berger. Hij nam samen met een werkgroep het initiatief om alle kranten van De Nieuwsgierige Hasselaar en de archiefstukken te digitaliseren en te verwerken in de tentoonstelling. 